# Йоганн Фрідріх фон Ешшольц
Йо́ганн Фрі́дріх фон Ешшо́льц (нім. Johann Friedrich von Eschscholtz; 1793 — 1831) — балтійсько-німецький та російський лікар, ботанік, зоолог, мандрівник.

## Біографія
Йоганн Фрідріх фон Ешшольц вивчав медицину у Дерпті, а потім на запрошення Отто фон Коцебу як лікар взяв участь у навколосвітньому плаванні на бризі «Рюрик». Під час цієї подорожі (1815–1818 роки) Ешшольц разом з Шаміссо збирав колекції та проводив наукові спостереження.
Повернувшись з плавання, Ешшольц зайнявся обробкою зібраних матеріалів, і незабаром (1819 рік) був призначений екстраординарним професором анатомії і завідувачем Зоологічним кабінетом у Дерптському університеті.
У 1823 році знову супроводжував Коцебу в його 3-й навколосвітній подорожі на шлюпі рос. «Предприятие», причому зібрав багаті колекції, що послужили основою для ряду видатних праць з систематики та анатомії тварин.
Зібрані під час плавань матеріали по рослинному і тваринному царству були передані в колекції Дерптського університету (майже вся ентомологічна колекція згоріла у 1829 році) та Московського товариства дослідників природи.
Йоганн Фрідріх фон Ешшольц помер від тифу у віці 37 років.

## Названі на честь Ешшольца
- Рід рослин Ешольція (Eschscholtzia) родини Макові
- Затока Ешшольца в Чукотському морі на північно-західному березі Північної Америки (нім. Eschscholtzbai)
- Атол Ешшольца в групі Маршаллових островів у Тихому океані, відкритий Коцебу в 1825році[2]

## Наукові праці
Наукові праці Ешшольца торкаються переважно систематики та морфології безхребетних тварин та природи Коралових островів.
- Ideen zur Aneinanderreihung der rückgratigen Thiere, auf vergleichende Anatomie gegründet, Дерпт, 1819(нім.)
- Beschreibung des innern Skelets einiger Insecten (Gryllotalpa), Дерпт, 1820 (нім.)
- Entomographien, 1-й выпуск, Берлин, 1823(нім.)
- Species insectorum novae descriptae (Carabicini), Москва, 1823(лат.)
- Dissertatio de coleopterorum genere Passalus, Mem. Soc. I. Nat. Moscou, 1829(лат.)
- Zoologischer Atlas, enthaltend Abbildungen und Beschreibungen neuer Thierarten, waehrend des Flottcapitains von Kotzebue zweiter Reise um die Welt, auf der Russisch — Kaiserlichen Kriegsschlupp Predpriaetie in den Jahren 1823–1826, 5 випусків з 25 таблицями, Берлин, 1829–1833(нім.)
- System der Acalephen. Eine ausführliche Beschreibung aller medusenartigen Strahlthiere, з 16 таблицями, Берлін, 1829(нім.)
- Ueberischt der zoologischen Ausbeute. — В: Kotzebue, Reise um die Welt i. d. Jahren 1823, 24, 25 u. 26, Веймар, 1830)(нім.)
- Beschreibung der Auchinia, einer neuen Gattung der Mollusken, СПб., 1835(нім.)